# 猛虎出笼
《不死狗》（英語：Unleashed）是一部2005年上映的动作片，由路易斯·賴托瑞執導，李连杰與摩根·弗里曼主演。

## 剧情
丹尼（李連杰飾）是一个功夫高强的打手，智商只有10岁，從小被經營地下非法搏擊活動的黑社會頭目巴叔（卜賀堅斯飾）囚禁並接受殘酷搏擊訓練，像狗一样的喂养，脖子上还戴着项圈。與世間隔絕的他分不出好與壞，只要頸上的狗圈解開，便立即攻擊。
因其从小过着与世隔绝的生活，丹尼除了成为杀人机器之外，对人性和世界一无所知。直到有次遇到盲人调音师山姆（摩根·弗里曼飾）和他的繼女（凯瑞·康顿飾）后，才对生活有新的体验。

## 演员
- 李连杰
- 凯瑞·康顿
- 史考特·艾金斯